# Partido Nuevo
Partido Nuevo (offiziell: Partido Nuevo Contra la Corrupción, por la Honestidad y la Transparencia – Neue Partei gegen die Korruption, für die Ehrlichkeit und Transparenz) ist eine argentinische Regionalpartei aus der Provinz Córdoba.
Die Partei wurde 2003 gegründet und ist ideologisch uneinheitlich positioniert. Sie ist der hauptsächliche Akteur in den Wahlallianzen Alianza Frente Nuevo und Frente Cívico sowie Teil der landesweiten Allianz Frente Amplio Progresista.

## Geschichte
Die Partei wurde zu dem Zweck gegründet, dem früher der Partido Justicialista (PJ)  angehörigen, populären Politiker Luis Juez nach seinem Parteiaustritt 2002 eine Plattform für die Bürgermeisterwahl Ende 2003 in der Stadt Córdoba zu verschaffen. Dieser gewann die Wahlen souverän mit etwa 60 % der gültigen Stimmen gegen den Kandidaten der PJ, Alfredo Keegan. Nach der Wahl, die mit Wahlen zum Provinz- und zum Nationalparlament verbunden war, etablierte sich die Partido Nuevo zunächst als zweitstärkste Kraft in der Provinz hinter dem PJ und stellte auch einige Abgeordnete im argentinischen Nationalkongress.
2007 erlangte die Partei in einer Wahlvereinigung mit der Partido Socialista, dem Frente Cívico, mit ihrem Kandidaten Daniel Giacomino erneut das Bürgermeisteramt in Córdoba. Die Gouverneurswahl wurde von Luis Juez knapp mit 1,1 Prozent Rückstand gegen den Kandidaten der Partido Justicialista, Juan Schiaretti, verloren. Wegen zahlreicher Unregelmäßigkeiten focht Juez die Wahl an und wurde dabei von zahlreichen Politikern auf Landesebene unterstützt, u. a. Roberto Lavagna und der Partei ARI. Die Justiz lehnte jedoch eine erneute Überprüfung des Wahlergebnisses ab und bestätigte den Sieg Schiarettis.
Bei den Gouverneurswahlen 2011 verlor Juez als Kandidat des Partido Nuevo erneut gegen die PJ, die José Manuel de la Sota als Kandidaten aufgestellt hatte, die Partei blieb jedoch knapp zweitstärkste Kraft im Provinzparlament. Verloren wurde auch das Bürgermeisteramt in der Stadt Córdoba; der PN-Kandidat Esteban Dómina erreichte nur 7,77 %.

## Bedeutung in der Provinz Córdoba
Auf Provinzebene ist die Partei seit 2003 gleichauf mit der UCR die führende Oppositionspartei zur Partido Justicialista. Ihre Bedeutung ist jedoch geographisch sehr uneinheitlich; so war sie in der Hauptstadt Córdoba selbst und den meisten Orten des Ballungsraums die stärkste Kraft, während sie in weiten Teilen des Landesinneren nur drittstärkste Kraft hinter PJ und UCR ist. Die Partei alliierte sich 2007 mit Teilen der UCR, um bei den Provinzwahlen mehr Erfolgschancen zu haben. Diese Allianz wurde jedoch von der großen Mehrheit der UCR abgelehnt.

## Landesweite Bedeutung
Die Aktivitäten der Partei auf Landesebene sind uneinheitlich. War sie in der Anfangszeit mit der Regierung von Néstor Kirchner alliiert, so distanzierten sich ihre Führungspersönlichkeiten ab Mitte 2007 vom argentinischen Präsidenten. 2007 unterstützte die Partei Elisa Carrió als Präsidentschaftskandidatin, 2011 Hermes Binner.
Seit 2007 hat sich die Partei in zwei Flügel gespalten; so hat sich der Kreis um Daniel Giacomino dem Frente para la Victoria angeschlossen (Giacomino ist seit 2011 Abgeordneter für diese Allianz), während der ursprüngliche Kern um Luis Juez sich mit den Sozialisten und einigen anderen Kleinparteien zur Mitte-links-Allianz Frente Amplio Progresista zusammenschloss.

## Referenzen
1. ↑  Juez ganó intendencia y De la Sota el resto de la provincia, Diario C, 6. Oktober 2003
2. ↑   Artikel in der Nachrichtenagentur DERF
3. ↑   Schiaretti pudo festejar, Artikel in Página/12, 19. Oktober 2007
4. ↑  Córdoba 2011: Resultados definitivos (Memento des Originals vom 11. September 2011 im Internet Archive)  Info: Der Archivlink wurde automatisch eingesetzt und noch nicht geprüft. Bitte prüfe Original- und Archivlink gemäß Anleitung und entferne dann diesen Hinweis., Fiscal de Mesa, aktualisiert am 8. September 2011
5. ↑  El radical Mestre ganó la intendencia de Córdoba, perfil.com, 19. September 2011
6. ↑  Juran los 130 diputados nacionales, entre ellos Giacomino y Negri, La Voz del Interior, 6. Dezember 2011
7. ↑  Binner se reunió con Juez para consolidar el Frente Amplio Progresista, Diario Uno, 26. November 2011